# Shinseikiden Maazu
Mars, Century of Gods o Mars, Centúria dels Déus (神世紀伝マーズ, Shinseikiden Maazu) és una sèrie d'anime basada en un manga original de Mitsuteru Yokoyama (横山光輝, Yokoyama Mitsuteru). Fou transmes en Japó per AT-X des del 31 d'octubre de 2002 fins al 6 de febrer de 2003. La sèrie està basada en una més antiga dita 六神合体ゴッドマーズ （ろくしんがったいゴッドマーズ, Six God Combination God Mars) o Godmars de l'any 1981.

## Argument
La història comença quan apareix una nova illa en el mar del Japó. El periodista Iwakura cobreix la notícia de l'aparició de la nova illa Heisei i s'adona que un xaval es troba en ella i s'apressa a cridar per ajuda per a rescatar-lo. El xaval no recorda res i és tractat en un hospital a Tòquio pel doctor Yokoyama. Un estrany home (Rush, membre del sindicat global i antic amic de Mars) arriba a l'hospital i es porta al xaval amb ell. Aquest li diu que el seu nom és Mars i la seua missió és la destrucció de la raça humana. Li conta que la seua missió va ser encomanada pels déus i que ell ha d'ordenar a Gaia (ガーヤ), un robot gegant que la destruïsca. Mars no creu que la raça humana siga perillosa per a la pau de l'univers, però Rush li diu que els humans són perillosos i que la seua sagnant història comprova el perill per a l'univers. A Mars li donen 10 dies perquè estudie la història de la humanitat, passat aqueix temps les deïtats divines ho mataran perquè Gaia explote i destruïsca la Terra. Vaig agafar Mars barallarà per la seua vida contra les sis deïtats divines pilotejades pels membres del sindicat global i per a salvar la terra.

## Personatges
- Mars (マーズ)

Mars fou enviat pels déus (Atlas i Vega) per a complir la seua voluntat i destruir a la raça humana. Però Mars al despertar perd la memòria i és rescatat per un periodista. Mars té grans poders i una gran resistència. Gaia segueix les ordres de Mars. Abans d'arribar a la Terra era un dels guerrers que servien a Atlas de la constel·lació de Capricorn, igual que els altres membres del sindicat global. Mars va perdre la memòria en ser hipnotitzat per Muse perquè no destruïsca als humans, però aqueix fet acabarà en la desobediència de Mars a la voluntat dels déus i la lluita contra les seues germans en armes del sindicat global. Va estar centenars d'anys tancat en un laboratori on dormia fins al seu despertar en la nova illa Heisei. Després de conèixer al Doctor Yokoyama i a Harumi, qui li van donar hostalatge, va decidir estudiar la història de la Terra per a si poder prendre una decisió important. Al principi, podia veure's que Mars es va anar enamorant d'Harumi però, a mitjan batalla contra la 4a Deïtat Divina, Muse apareix enfront d'ell i li regressa els seus records.
- Periodista Iwakura (岩倉記者, Iwakura kisha)

Periodista del periòdic Asayomi que rescatà a Mars. Tracta d'ajudar a Mars que no destruïsquen la Terra. Assolí desxifrar part de la informació de la computadora de l'illa Heisei, on estava tancat Mars. Mor després de donar-li un extracte d'informació que no va poder desxifrar.
- Doctor Yokoyama

Metge de l'hospital de Tokyo que rebé a Mars, li donà refugi en sa casa per a estudiar la història de la Terra.
- Harumi Yokoyama

La filla del doctor Yokoyama. La seua semblança amb Muse és impressionant, més és un gran misteri que queda sense resoldre. Harumi donà a Mars quan estava ell estava intentant prendre una decisió: Salvar la terra o destruir-la en una setmana. En el transcurs de la sèrie, Harumi s'enamora de Mars. Al principi, podia veure's que Mars li corresponia eixe sentiment doncs quan estava lluitant contra la 4a deïtata divina, batalla en la qual Mars quede mal ferit, Mars va dir per a si mateix: "No podré protegir els humans. I no podré protegir especialment... a Harumi". Al final Harumi no li digué res.
- Muse (ミューズ)

És l'estimada de Mars que viatge a la Terra i es va tancar en Gaia fins que Mars despertara. Ella és de la constel·lació de Taure i és una dama de la cort de la deessa Vega (que és el títol màxim del governador del planeta). És una dona pacífica i només pot parlar amb Mars quan aquest està a la vora de la mort. Quan encara Mars no era enviat a la Terra només es podien veure una vegada a l'any en la convenció de Vega de la constel·lació de Taure i Atlas de Capricorn.

## Les Deïtats Divines
El sindicat global està format pels enviats dels déus (Vega de la constel·lació de Taure i Atlas de la constel·lació de Capricorn) per a supervisar la destrucció de la Terra o intervenir en la seua destrucció directament si és necessari. Ells coneixen la ubicació de les sis deïtates divines i les pilotejaran per a complir el seu objectiu. Al negar-se Mars a destruir la Terra els membres del sindicat global ho perseguiran en les deïtates a les quals Mars haurà de destruir per a seguir vivint i així el planeta no siga destruït. Però si les 6 deïtates divines són destruïdes Gaia farà explosió irremeiablement. Els membres del sindicat global són: Hazard (ハザード), Rush (ラッシュ), Elint (エリント), Block, Hopper i Axel (アクセル) tots de la constel·lació de Capricorn. Abans de ser enviats a la Terra, formaven part amb Mars d'un grup selecte de guerrers.
Los robots que Mars controla:
- Gaia (ガーヤ): és un gegantesc i poderós robot que respon a les ordres de Mars i ho protegeix, és capaç de destruir a les deïtates divines. Allí es troba tancada en estat incorpori Muse.
- Titán: és un robot semblant a Gaia però més menut i menys poderós, la seua destrucció causà el despertar de Gaia.

Les 6 Deïtates Divines:
Són 6 robots enviats per les deïtates Atlas i Vega per a destruir a la raça humana. Cada deïtata divina té capacitats especials, però totes són més febles que Gaia. Van Ser amagades en diversos llocs de la terra.
Les 6 Deïtates Divines són:
- Uranus: estava amagat en un cap de pedra esculpida en els Andes Peruans, és pilotejada per Hazard, un membre del sindicat global. Aquesta deïtata divina té el poder de canviar el clima i crear forts remolins d'aire, levitava en l'aire per a desplaçar-se. Va causar una perllongada tempesta de neu al Japó, va ser destruïda per Gaia en el Mont Fuji.

- L'Esfinx: estava amagada en l'esfinx de Gizeh en Egipte. Era pilotejada per Hopper, membre del sindicat global. A pesar de no poder levitar, podia córrer a una gran velocitat. Tenia com arma i defensa el generar calor fins als 6000 °C. Destruí a quasi tot l'exèrcit egipci i diverses ciutats inclosa El Caire. Va Ser destruïda per Gaia en les costes d'Egipte.

- El Caçador-Cercador: És la deïtata divina pilotejada per Elint. Aquesta deïtata divina té el poder de llançar potents llamps i volar a gran velocitat. També compta amb uns menuts robot rastrejadors.

- Shin: És la deïtata divina pilotejada per Block. Aquesta deïtata divina pot levitar en l'aire. Pot llançar un potent llamp i a més d'usar l'energia tectònica per a provocar terratrèmols i destrucció del sòl.

- Uradeus: És la deïtata divina pilotejada per Axel. Pot navegar sobre l'aigua i sota l'aigua a gran velocitat, a més de poder levitar. Compte amb un potent llamp destructor.

- Ra: és la deïtata divina pilotejada per Rush. És l'última a la qual Mars s'enfronta. Entre les seues armes s'inclou una bomba d'alta energia i uns llamps que destrueixen tot al seu pas. Levita en l'aire i és molt resistent. Per a no haver de destruir-la, Mars va fer eixir a Rush d'ella, i es va introduir per a fer-la deixar de funcionar des d'endins.

## Llista d'Episodis
1. Despertar prematur
2. La profecia
3. Atrapat en l'era de gel
4. L'esfinx i el desert infernal
5. El sindicat global
6. Franctirador
7. La Via Làctia, la llegenda dels déus
8. Mars acorralat
9. D'un infern a altre
10. Crisi a Tòquio
11. L'aterridora estrella roja
12. Una gran equivocació en el planeta roig
13. Adéu Terra

## Repartiment
| Personatge        | Seiyu Original (Japó) · |             |
| ----------------- | ----------------------- | ----------- |
| Mars              | Tomokazu Seki           |             |
| Profesor Yokoyama | Hikaru Hanada           | Martín Soto |
| Rush              | Jouji Nakata            |             |
| Hazard            | Kazuhiko Tamakatsu      |             |
| Axel              | Kazuya Ichijou          |             |
| Iwakura           | Takehito Koyasu         |             |
| Harumi Yokoyama   | Yuki Masuda             |             |
| Muse              | Yumi Kakazu             |             |
| Block             | Koji Tobe               |             |

## Música
- Obertura: "Hanazono Kinema" (花園キネマ) per Penicillin
- Crèdits de tancament: "an eternity" per ALLEY:A
- Música: AMAZeus i Hirashi Motokura